# Morgascaridia
Morgascaridia ist eine Gattung der Spulwürmer mit zwei Arten. Sie sind Parasiten bei Schweinen.

## Merkmale
Die Mundöffnung wird von drei kleinen Lippen umgeben, von denen die Oberlippe deutlich kleiner als die beiden seitlichen Unterlippen. Auf der Oberlippe sitzt ein Paar großer Doppelpapillen, aun den Rändern der Unterlippen seitlich eine fingerartige Papille und bauchseitig eine kleine sessile Papille sitzt, wobei die fingerartige Struktur vermutlich eine Amphide darstellt. Die innere Lippenoberfläche hat eine hervorstehende Kutikula-Struktur, welche nach vorn über die äußere Lippe hinausragt. Der Schwanz der Männchen ist lang und endet mit einem deutlichen Enddorn. Auf ihm sitzt ein Genitalsaugnapf mit deutlichem Randsaum und eine variable Zahl von Kaudalpapillen (etwa 22 Paare). Die Spicula sind in Größe und Form gleich und haben, von der Seite betrachtet, ein spatelförmiges stumpfes Ende. Das Gubernaculum ist dreieckig und flach und hat ein angeschwollenes Vorderende.

## Systematik
Zur Gattung gehören:
- Morgascaridia kugii Sato, Suzuki & Yokoyama, 2008[1]
- Morgascaridia sellsi (Morgan, 1927)[2]